# Kekiwin

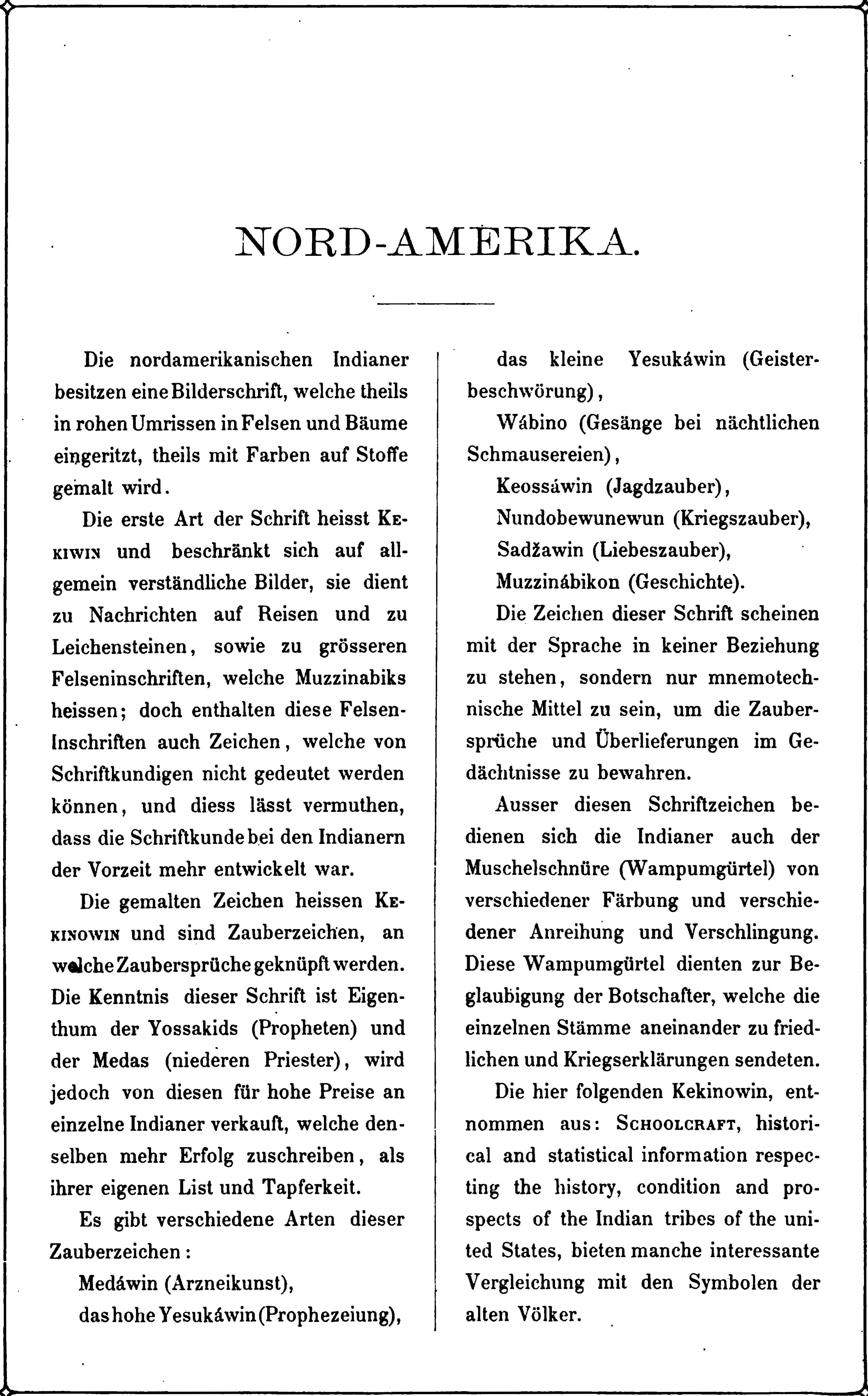
Das Buch der Schrift von Carl Faulmann: Eine Textseite über Kommunikations-Arten der nordamerikanischen Indianer

Kekiwin ist die Bezeichnung für eine piktographische Bilderschrift der Ojibwa-Indianer, die zur großen Algonkin-Sprachfamilie gehören und auch Chippewa oder Anishinabe genannt werden.
Das Kekiwin dient zur Information. Seine allgemein verständlichen Zeichen (Piktogramme) sind als Nachrichten – Wegmarken, Richtungsweiser – für den Reisenden meist in großen Felsinschriften, sogenannten Muzzisabiks, dargestellt; auch an Baumstämmen und in Begräbnisstätten sind sie zu finden (Faulmann spricht von Leichensteinen, was wahrscheinlich von einer zu wörtlichen Übersetzung herrührt.)
Neben dem Kekiwin besitzen die Ojibwa noch eine zweite Bilderschrift, die Kekinowin genannt wird. Die Zeichen dieser Schrift sind Ideogramme, deren Bedeutung nicht allgemein bekannt ist. In weiterer Unterscheidung kann das Kekiwin auch als exoterisch und das Kekinowin als esoterisch definiert werden.